# Sedum villosum
Sedum villosum — вид трав'янистих рослин родини Товстолисті (Crassulaceae), поширений ув Європі, Північній Африці та Північній Америці. Етимологія: лат. villosum — «волохатий».

## Опис
Дворічна, рідко однорічна або багаторічна, багатостовбурна від основи й залозисто-волохата рослина заввишки 5–15(20) см. Є базальні розетки. Листки чергові, сидячі, пластини горохово-зелені, не тьмяні, від еліптично-довгастих до лінійних, 3–8 × 1.4–1.9 мм, верхівки тупі. Квітучі пагони прямостійні, прості або гіллясті від основи, 2–10 см. Суцвіття 3–10-квіткові, 2–3-розгалужені; гілки не загнуті. Чашолистки прямостійні, виразні, зелені строкаті з червоним або темно-фіолетовим, ланцетні або яйцевидно-еліптичні, рівні, 2–4 × 1–1.5 мм, тупі верхівки, (залозисто опушені). Пелюстки виразні, рожево-червоні з темними серединними жилками, еліптично-яйцеподібні, 3–4.5 мм, верхівки гострі, (рідко залозисто опушені). Пиляки червоні. Плодолистки чіткі, яскраві жовтувато-зелені, перетворюючись на темні винно-червоні. 
Запилення здійснюється комахами. Насіння переносяться комахами або водою.

## Поширення
Європа (Австрія, Андорра, Велика Британія, Чехія, Німеччина, Швейцарія, Фінляндія, Ісландія, Норвегія, Швеція, Фарерські острови, Хорватія, Чорногорія, Італія, Сербія, Словенія, Франція, Іспанія); Північна Америка (Гренландія, пн.-сх. Канада); Північна Африка (Алжир, Марокко). Уведений до Литви, Латвії та Естонії. Населяє вологі місця і береги потоків. 

## Галерея

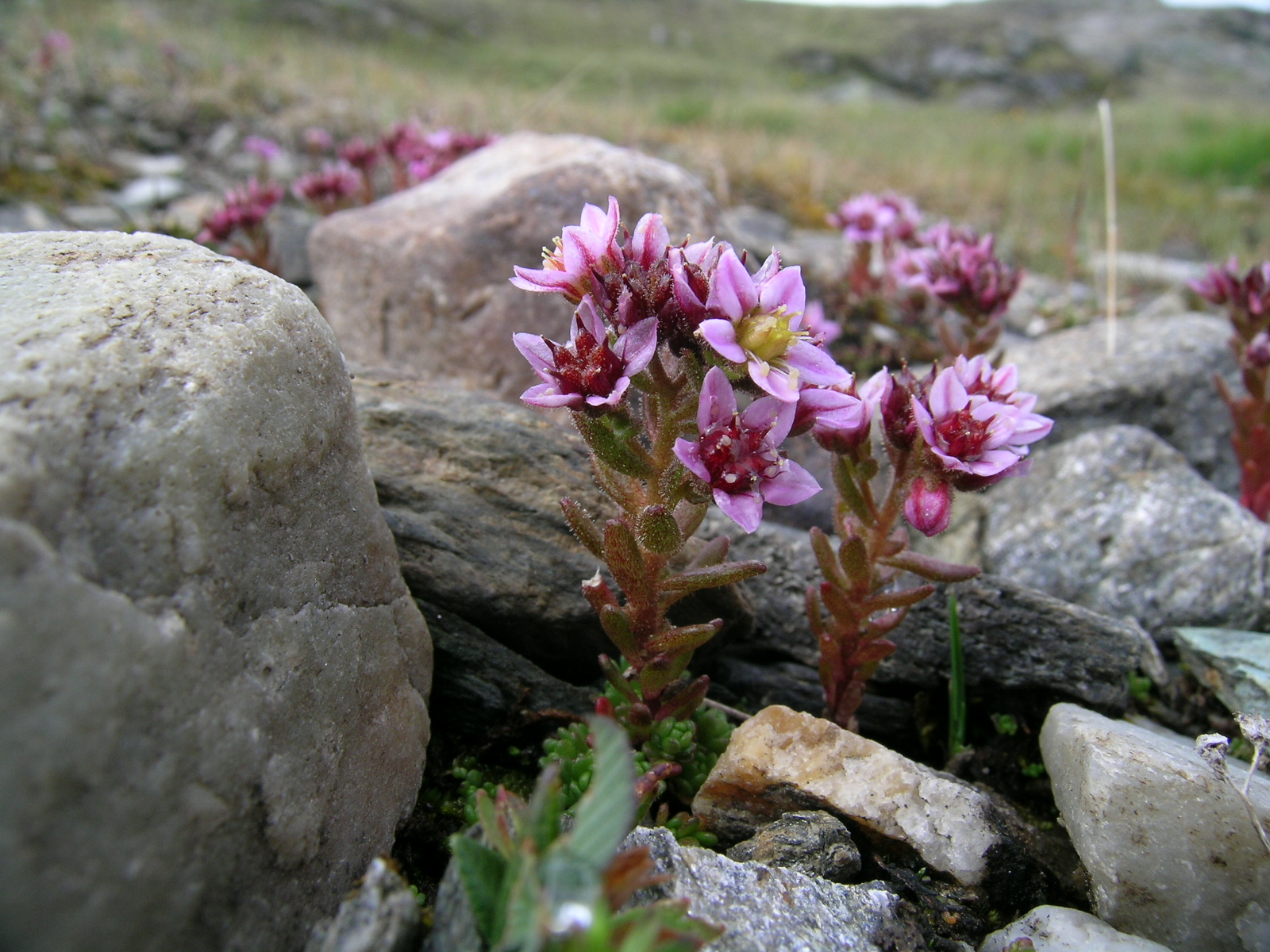
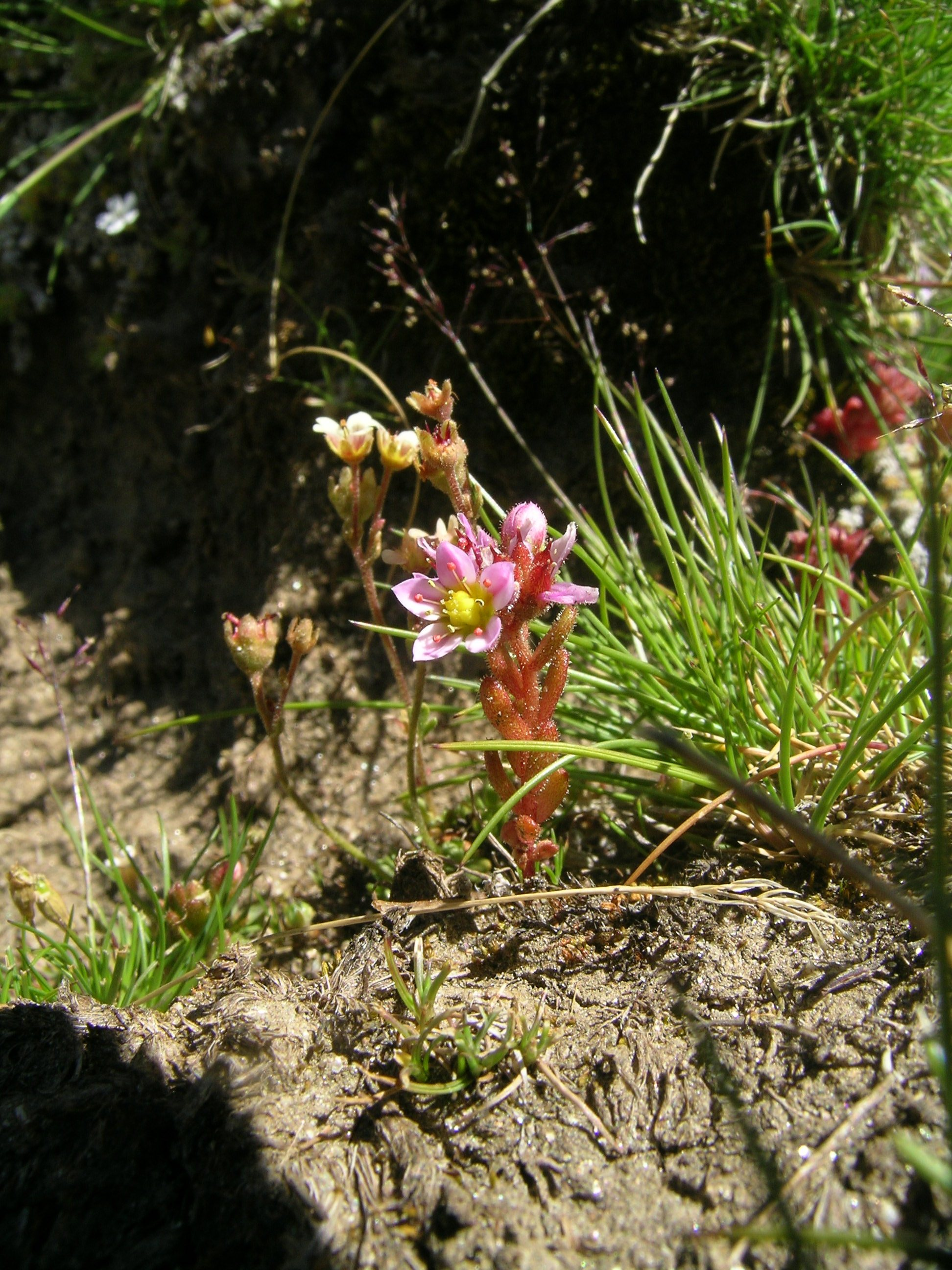
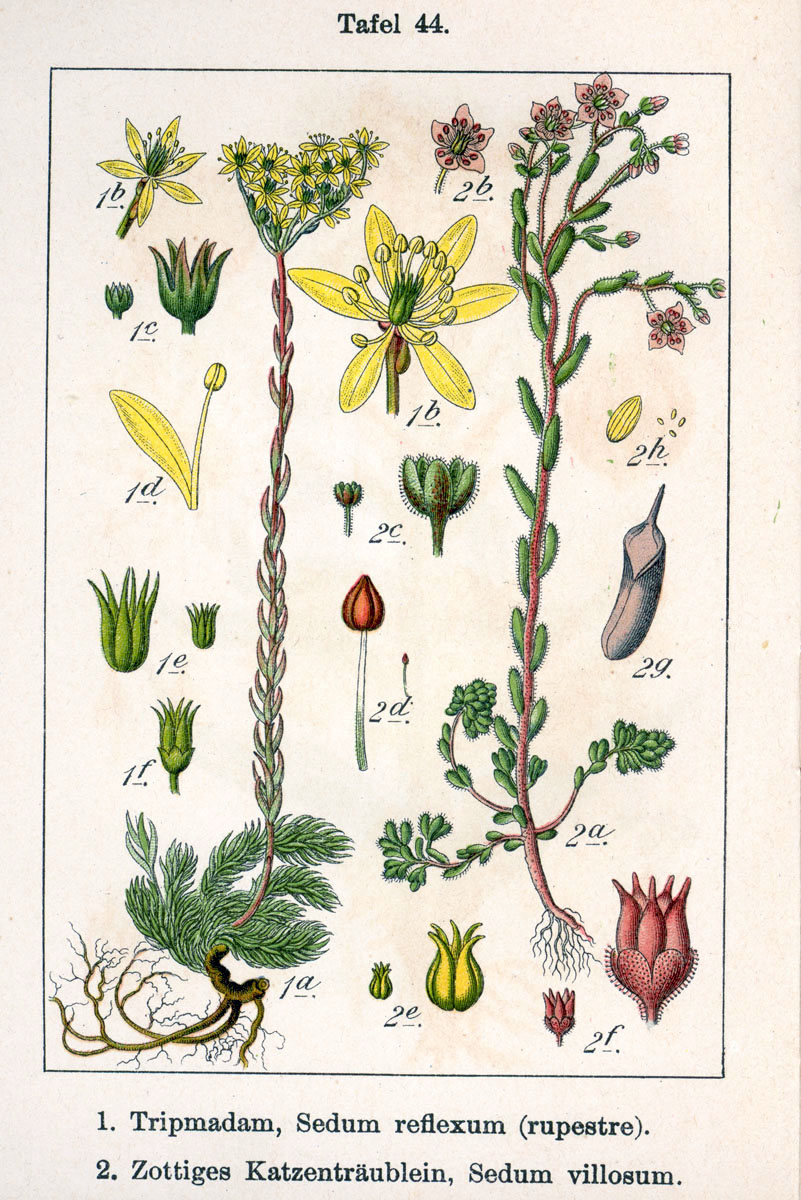